# HBC Pardubice
HBC Pardubice (celým jménem Hockeyball Club Pardubice) je český hokejbalový klub sídlící ve městě Pardubice v Pardubickém kraji.
Mužsky A tým Pardubic hraje od sezóny 2021/2011 Hokejbalovou extraligu mužů (nejvyšší soutěž). Největšího úspěchu dosáhl tým v roce 2021, kdy postoupil do finále play off. V roce 2013 se tým zúčastnil Světového poháru v hokejbale.
Ženský tým Pardubic hraje od sezóny 2020/2021 Hokejbalovou ligu žen (nejvyšší soutěž). Největšího úspěchu dosáhl tým v roce 2023, kdy skončil na sedmém místě.

## Ženský tým
| Sezóna    | Úroveň | Soutěž      | Umístění | Poznámka                                                                        |
| --------- | ------ | ----------- | -------- | ------------------------------------------------------------------------------- |
| 2020/2021 | 1      | Milica liga |          | Sezóna předčasně ukončená z důvodu pandemie Covid-19                            |
| 2021/2022 | 1      | Liga žen    |          | Tým skončil na osmém místě po prohře v zápase o sedmé místo s týmem HC ŠD Písek |
| 2022/2023 | 1      | Liga žen    |          | Tým skončil sedmý po výhře v zápase o sedmé místo proti týmu SK Kelti 2008      |
| 2023/2024 | 1      | Liga žen    |          |                                                                                 |